# Lolotoe
Lolotoi – miasto w Timorze Wschodnim w dystrykcie Bobonaro; 3 400 mieszkańców (2006). Przemysł spożywczy.